# Pedro Guerreiro
Pedro Guerreiro este un om politic portughez, membru al Parlamentului European în perioada 2004-2009 din partea Portugaliei.
1. ↑  Deputații în Parlamentul European
2. 1 2   (PDF) https://cne.pt/sites/default/files/dl/eleicoes/2025_alram/lista_candidatos/2025_alram_contactos_mandatarios.pdf Lipsește sau este vid: |title= (ajutor)